# حفا

تعديل مصدري - تعديل

تجمع حفا هو "تجمع بدوي" في  عزلة أحور بمديرية أحور التابعة لمحافظة أبين، بلغ تعداد سكانها 96 نسمة حسب تعداد اليمن لعام 2004.